# Brzuchowice
Brzuchowice (ukr. Брюховичі) – osiedle typu miejskiego na Ukrainie, w obwodzie lwowskim, w rejonie szewczenkowskim Lwowa, 7 km na północny zachód od Śródmieścia; do 1945 w Polsce, w województwie lwowskim, w powiecie lwowskim, siedziba gminy Brzuchowice; parafia rzymskokatolicka, stacja kolejowa, letnisko.

## Historia
Wzmianki o Brzuchowicach pochodzą z 1444. Od 1894 majątek wraz z wybudowaną willą w Brzuchowicach posiadał Franciszek Rawita-Gawroński. W latach 1912–1914 Brzuchowice były ośrodkiem działalności konspiracyjnej Józefa Piłsudskiego (zachowało się wiele rozkazów i korespondendencji sygnowanej w tym miejscu).
W okresie II Rzeczypospolitej w Brzuchowicach zmarli Jan Gella (1923, pisarz), Jakub Jaworski (1936, powstaniec styczniowy). Podczas obchodów Święta Niepodległości w listopadzie 1934 w Brzuchowicach została odsłonięta tablica upamiętniająca Bronisława Pierackiego. W miejscowości istniała skocznia narciarska, zaprojektowana przez inż. Andrzeja Teisseyre, na której w latach 30. rekord ustanowił Stanisław Marusarz, a w zawodach w 1938 triumfował Jan Kula. Skocznia została uroczyście oddana do użytku w lutym 1935 roku w obecności wojewody lwowskiego Władysława Beliny Prażmowskiego. W Brzuchowicach wychowywała się i kształciła Teresa Świeży-Klimecka (1928–2003, artystka malarka). W 1931 zamieszkał tam pisarz Stefan Grabiński, a po wybuchu II wojny światowej w 1939 aktor Eugeniusz Bodo.
W nocy z 30 na 31 grudnia 1931 r. w willi architekta Henryka Zaremby pod Brzuchowicami doszło do zabójstwa jego 17-letniej córki, Elżbiety (Lusi) Zarembianki. W wyniku procesu winną została uznana guwernatka, konkubina Henryka, Małgorzata (Rita) Gorgonowa. Było to jedno z najgłośniejszych morderstw międzywojennej Polski.
Przed 1939 z Brzuchowicami byli związani dr Paweł Csala (wójt gminy, dyrektor Spółki Akcyjnej dla przemysłu drzewnego „Oikos”) oraz jego brat, lekarz dr Ludwik Csala.
Brzuchowice posiadają prawa osiedla typu miejskiego od 1940.
W 1942 roku Niemcy zlikwidowali 500-osobową żydowską społeczność Brzuchowic wywożąc Żydów do obozu zagłady w Bełżcu i obozu janowskiego. 20 osób zabito na miejscu.
W latach 1946–1957 siedziba rejonu brzuchowickiego.
W mieście powstały: drewniana kaplica (1893, projektant Gustaw Bisanz), Dom młodzieży (1961-1962, projektant Myron Wendzyłowycz), dom wypoczynkowy „Karpaty” (1971, projektant Anatolij Konsułow), cerkiew prawosławna Bożego Ciała (1992, projektant Mykoła Rybenczuk), seminaryjny kompleks Ojców Bazylianów (projektant Jacek Mermon).
W Brzuchowicach zostali pochowani: Gabriel Michał Sokolnicki (1877-1975, na cmentarzu katolickim, polski profesor, inżynier elektryk, przedsiębiorca, działacz polityczny i społeczny, rektor i wieloletni wykładowca Politechniki Lwowskiej), Andrij Kuźmenko (1968-2015, ukraiński muzyk). W mieście zmarł ukraiński poeta Wołodymyr Iwasiuk w 1979.
Od 1996 roku w Brzuchowicach działa Wyższe Seminarium Duchowne Archidiecezji Lwowskiej.
Od 2001 roku w Brzuchowicach działa Biuro Oddziału nadzorujące działalność Świadków Jehowy na Ukrainie.